# Ouaké
Ouaké è una città situata nel dipartimento di Donga nello Stato del Benin con 52 395 abitanti (stima 2006).